# ホスマー・レメショウ検定
ホスマー・レメショウ検定（ - けんてい、Hosmer-Lemeshow test）とは、ロジスティック回帰モデルへの適合度を調べる統計学的検定である。しばしばリスク予測モデルの分野、特にがん疫学の分野で使用される。ホスマー・レメショウ検定は、観測された事象率がモデル母集団のサブグループでの期待される事象率に適合するかどうかを評価する。ホスマー・レメショウ検定は十分位数で分割した適合リスク値をサブグループとする。サブグループでの期待された事象率と観測された事象率が類似するモデルは "well calibrated" と呼ばれる。

## 統計検定量
ホスマー・レメショウ検定の統計検定量は次式で与えられる。
{\displaystyle H=\sum _{g=1}^{10}{\frac {(O_{g}-E_{g})^{2}}{N_{g}\pi _{g}(1-\pi _{g})}}.\,\!}
ここで Og 、Eg 、Ng 、πg はそれぞれ、十分位数で分割されたリスクグループの第gグループに含まれる発生例の数、第gグループに含まれると期待される例の数、第gグループに含まれるすべての例の数、第gグループで予測されるリスクの発生確率である。この統計検定量は漸近的に自由度 8 のχ2分布に従う。リスクグループの数はモデルにより決定される適合したリスクの分割数に応じて調整できる。リスクグループの数を変化させることは、十分位数で分割されたリスクグループが特異である場合を避けるために役立つ。より一般的には、ホスマー・レメショウ検定の統計検定量は自由度 （グループの数）-2 の χ2分布に従う。